# Manuel Ballarín i Lancuentra
Manuel Ballarín i Lancuentra   (Aragó, 1863 - Campo, 23 de setembre de 1915) va ser un artista forjador modernista i autor de les grans obres dels arquitectes de més prestigi a l'època.

## Biografia

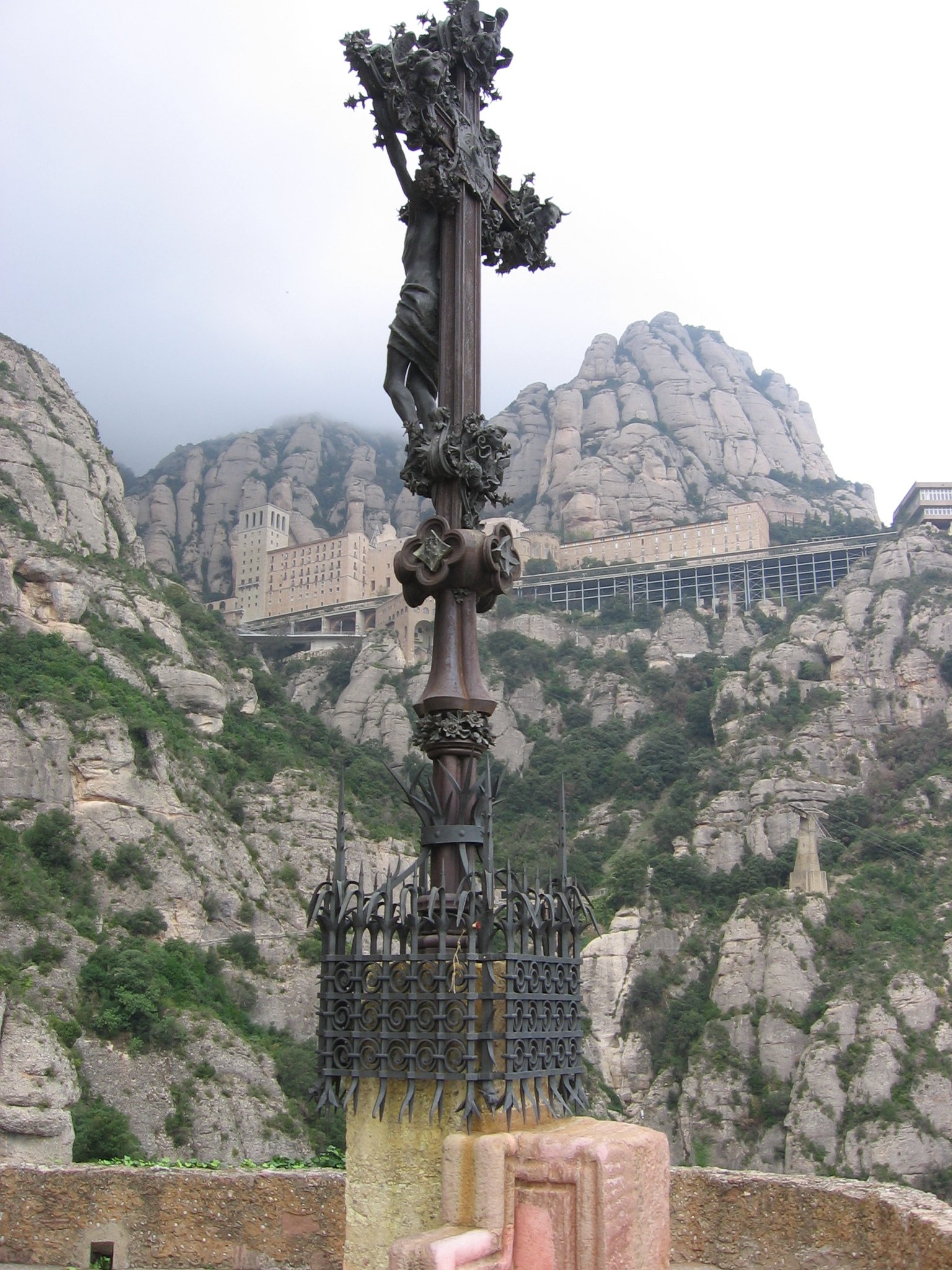
V misteri de Dolor a Montserrat. Escultura de Llimona i reixa artística de Ballarín

El 1885 va crear un aller propi de foneria i forja artística conegut com a Can Ballarín. Estava situat al carrer del Peu de la Creu de Barcelona i era el més important de la ciutat a l'època del canvi del segle xix al xx, amb més de vint operaris, entre els que es comptaven Francesc Pujols, embotidor; Josep Guardiola, forjador; Andreu Carbonell, ajustador i, de forma circumstancial, un jove Joaquim Folch i Torres que el 1903, amb disset anys, va fer de dibuixant a Can Ballarín per a ajudar la família després de la mort del seu pare. Posteriorment, el taller es va traslladar als carrers del Perill i de Venus de Gràcia, als terrenys de l'antic Vapor Vell.
Va participar en l'Exposició Nacional d'Indústries Artístiques celebrada el desembre de 1892 al Palau de Belles Arts de Barcelona, inaugurat el 1888, on presentava una taula de centre i un parell de treballs de reixes decoratives que varen tenir una acollida molt favorable.
El 1898 va començar a fabricar caixes de cabals i bàscules, una de les quals es conserva al museu d'Història de la Medicina a Barcelona. Des del 1900, comença a incorporar la producció mecanitzada de peces seriades presentades en un catàleg que es podien combinar entre elles de diferents formes per tal d'aconseguir peces d'aparença única i artesanal a preus competitius. Ballarín va ser sens dubte el millor exemple de modernització del sector de la forja de l'època.

## Obres
Va ser l'autor de la forja artística de les principals obres de l'arquitecte Puig i Cadafalch, qui va arribar a ser soci del seu taller el 1898, i què li va fer el 1907 una casa al carrer Perill de Barcelona, prop del seu taller al carrer de Còrsega entre els carreres de Venus i Perill. Les obres de Puig en què va col·laborar són:
- 1896. V Misteri de Dolor del Via Crucis de Montserrat.[9]
- 1896. Casa Martí.[3][11][12]
- 1898. Hotel Petit Palace del carrer de la Boqueria, antiga fonda Dalí, del mateix propietari que la casa Martí.[13]
- 1901. Casa Amatller[3]
- 1901. Casa Macaya, juntament amb el taller d'Esteve Andorrà[3][14]
- 1902. Panteó Costa i Macià, al cementiri de Lloret de Mar[15]
- 1903. Suport del ràfec de la Casa Serra[16]
- 1903. Casa Terrades[3][17]
- 1904. Portes del Palau del Baró de Quadras[1]
- 1911. Casa Pere Company, un edifici d'estil sezession on les reixes conserven un estil encara molt neogòtic.[18]

Amb el seu cunyat, l'arquitecte municipal de Barcelona Pere Falqués, va col·laborar en la factura dels famosos fanals-banc del Passeig de Gràcia. Falqués era molt afeccionat a fer servir el ferro a les seves obres fins al punt que va ser acusat d'abusar per tal d'afavorir el negoci del seu familiar, Ballarin. En realitat, el ferro era en aquell moment considerat un signe de modernitat molt potenciat per Domènech i Montaner des de l'Exposició Universal de Barcelona de 1888, i la forja catalana comptava amb fama internacional.
Són obra seva també les reixes del Palau de Justícia de Barcelona obra d'Enric Sagnier i un seguit d'innumerables obres més per tota la ciutat.
- Passatge del Patriarca#Casa Martí
- Panteó Costa i Macià (Lloret de Mar)
- Fanals de forja al passeig de Gràcia
- Casa Amatller
- Casa de les Punxes
- Hotel Petit Palace Boqueria
- Palau del Baró de Quadras
- Casa Pere Company